# Grub Girl
Grub Girl ist ein pornografischer Horrorfilm aus dem Jahr 2006, der auf den gleichnamigen Comics von Edward Lee basiert, die bei Glenn Danzigs Label Verotik erschienen sind.

## Handlung
Zu einem unbestimmten Zeitpunkt in der Zukunft entwickelt die Regierung eine Art Jet, der nie aufgetankt werden muss, aber eine Art von Strahlung aussendet, die dazu führt, dass diejenigen, die ihr ausgesetzt sind, sterben und als intelligente Zombies namens „Grubs“ wiederbelebt werden. Eines der Opfer der Strahlung ist eine Prostituierte, deren vernarbter Körper in ein Labor gebracht wird, wo sie aufwacht, während sie von einem Paar nekrophiler Wissenschaftler sexuell missbraucht wird, die sie tötet.
Grub Girl gewöhnt sich daran, ein Zombie zu sein, und kehrt zur Prostitution zurück und entdeckt, dass es für ihre Karriere von Vorteil ist, untot zu sein, da sie immun gegen Krankheiten und nahezu unempfindlich gegen Schmerzen ist. Eines Nachts, nachdem sie einen Hausbesuch bei einem Ehepaar gemacht hat, wird Grub Girl von ihrem Zuhälter Rome angesprochen, der sie zwingt, ihn in einer Gasse oral zu befriedigen. Grub Girl hat es satt, von Romes missbraucht zu werden, und beißt ihm seinen Penis ab. Dann reißt sie ihm den Körper auf und verschlingt seine Eingeweide.
Nachdem Rome tot ist, eröffnet Grub Girl ein Bordell, das sich auf Grubs spezialisiert hat. Eine Kundin des Lokals ist eine bisexuelle, verheiratete Frau, die Grub Girl mit einem Paar ihrer Mädchen aufbaut, bei der die Kundin einen Umschnalldildo verwendet.

## Produktion
Der Film sollte ursprünglich von Hustler Video produziert und vertrieben werden, doch Glenn Danzig ging stattdessen zu Craven Moorehead und Northstar Associates, nachdem er sich Videos angesehen hatte, die Moorehead für den Pornografen Peter North inszeniert hatte.

## Rezeption
Eine vier von fünf Punkten erhielt Grub Girl von AVN, das schrieb, dass es „der Handlung des Originalcomics verdammt treu“ sei und „diejenigen, die das Makabre mögen, definitiv viel finden werden“. X Rent DVD bewertet mit viereinhalb von fünf Punkten und stellte fest, dass „Craven Moorehead einen guten Job macht, den Horrorfilm-Stil im Stil der 70er Jahre einzufangen, mit der dunklen Beleuchtung und den Kostümen und dem Make-up, die die Mädchen wie tot, aber immer noch heiß  aussehen zu lassen.“ Und weiter: „Es wird definitiv unterhaltsam für diejenigen sein, die etwas anderes suchen, besonders wenn Sie ein Fan der Horrorfilme der alten Schule sind“.

## Auszeichnungen
- AVN Award: Auszeichnung in der Kategorie Bester Videofilm
- AVN Award: Auszeichnung in der Kategorie Beste Schauspielerin für Brittney Skye[5]